# Guipúzcoa
Guipúzcoa (oficialmente y en euskera: Gipuzkoa) es un territorio histórico español y una de las tres provincias que forman la comunidad autónoma del País Vasco. Su capital y ciudad más poblada es San Sebastián. Se halla situada en el extremo este del mar Cantábrico y limita con el departamento francés de Pirineos Atlánticos al noreste, con Navarra al sur y al sureste, con Vizcaya al oeste, con Álava al suroeste y con el golfo de Vizcaya al norte.
Guipúzcoa se organiza en 88 municipios incorporados en siete comarcas. Con una superficie de 1997 km², es la provincia más pequeña de España. Es la vigésima tercera provincia más poblada (729 722 habitantes) y la cuarta en densidad de población (365.4 hab./km²). Más de la mitad de la población vive en el área metropolitana de San Sebastián.
La provincia se caracteriza por una baja amplitud térmica y presenta rasgos propios de un clima oceánico con abundantes precipitaciones. Es el territorio vasco donde más se habla el euskera, con un 56 % de vascohablantes en 2016.

## Denominaciones

### Gipuzkoa
Es la única denominación oficial aprobada para el territorio histórico por sus Juntas Generales. Es la denominación en euskera recomendada por la Real Academia de la Lengua Vasca (Euskaltzaindia) y usada habitualmente en documentos oficiales de las administraciones vascas. Se emplea también en algunos documentos en castellano. Es la denominación utilizada en la versión en euskera de la Constitución española en la disposición derogatoria y en la versión en euskera del Estatuto de Autonomía para el País Vasco.
La proposición de ley núm. 122/000039, presentada el 2 de julio de 2004 por el Grupo Parlamentario Vasco (Partido Nacionalista Vasco) en el Congreso de los Diputados durante la VIII legislatura, que pretendía establecer como denominación oficial única la de Gipuzkoa, fue retirada por ese mismo partido el 9 de mayo de 2006. En 2011, el acuerdo presupuestario alcanzado por el PSOE y el PNV en el Congreso de los Diputados, incluyó el cambio de denominación actual, mediante el cual, la única denominación oficial del territorio guipuzcoano es Gipuzkoa.

### Guipúzcoa
Guipúzcoa es la grafía recomendada por la Real Academia Española, utilizada habitualmente en documentos escritos en español. Desde 1833 hasta 2011 fue la denominación oficial de la provincia. En 2011 se hizo efectivo a través del Boletín Oficial del Estado el único nombre oficial designado por las Juntas Generales de Guipúzcoa, por lo cual la única denominación oficial del territorio a todos los efectos es Gipuzkoa. Con todo, la forma castellana es la denominación utilizada en la versión en español de la Constitución española en la disposición derogatoria y en la versión en español del Estatuto de Autonomía para el País Vasco.

## Historia

### García Aznárez, primer señor de Guipúzcoa (1025-1076)
Las menciones más antiguas sobre el topónimo Guipúzcoa datan del siglo XI. El documento escrito conocido más antiguo que menciona este topónimo data del año 1025. Se trata del documento de donación del Monasterio de San Salvador de Olazábal (monasterium quo dicitur ollazabal), junto con sus heredades y términos, al monasterio de San Juan de la Peña de la actual provincia de Huesca. Los donantes son el senior Garsia Acenariz de Ipuscua y su esposa Gayla o Gaila. Se cree que Guipúzcoa era por aquel entonces una tenencia feudal del reino de Pamplona, al frente del cual se encontraba el susodicho señor Garsia Acenariz o García Aznárez. El reino de Pamplona alcanzaba por aquel momento su máxima extensión territorial histórica, abarcando desde el Condado de Ribagorza en el Alto Aragón hasta el río Pisuerga en la frontera entre León y Castilla.
En dicho documento de donación se describen los límites del término del susodicho monasterio de Olazábal, sobre cuyo solar se construyó siglos más tarde la actual iglesia de Altzo-azpi del municipio de Alzo. Las tierras pertenecientes al monasterio de Olazábal abarcaban una larga y estrecha franja de tierra que iba desde las cercanías de la costa guipuzcoana (el barrio de Elcano de Aya) hasta la sierra de Aralar. Se supone que este territorio, centrado en el valle del río Oria, constituía el corazón de la Ipuscua del siglo XI gobernada por García Aznárez.
Además de este primer documento, otros tres diplomas hallados en San Juan de la Peña mencionan a García Azenáriz y a su esposa Doña Gaila, así como a otros miembros de su familia: su hija Doña Belasquita y su yerno Sancho Fortuniones. En un documento de 1048 se menciona a Doña Gaila de Ippucha donando el Monasterio de Santiago de Luquedeng (de ubicación desconocida) al de San Juan de la Peña. Por entonces era rey de Pamplona García Sánchez el de Nájera.
En la segunda mitad del siglo XI aparece mencionado un segundo señor de Guipúzcoa, Orbita Azenáriz, cuya primera mención escrita data de un documento de 1066, durante el reinado de Sancho Garcés IV de Pamplona.

### Primeras conquistas del reino de Castilla (1076-1116)
En 1076 el reino de Pamplona sufrió una convulsión con el asesinato de Sancho Garcés IV, víctima de una intriga a manos de sus hermanos. Los nobles pamploneses prefirieron entregar el reino a uno de sus poderosos vecinos, Aragón o Castilla y León, que consentir que los infantes fratricidas se hicieran con el reino o que accediera al trono el heredero legítimo, Sancho de Pamplona, que era todavía un niño de corta edad. Los monarcas de León y Aragón pertenecían también a la familia real pamplonesa, ya que eran nietos del gran rey Sancho el Mayor y, por tanto, tenían cierta legitimidad para acceder al trono. Ambos candidatos, con apoyos locales, trataron de asentar su candidatura ocupando militarmente parte del territorio pamplonés. Finalmente, los dos candidatos llegaron a un acuerdo y dividieron el reino en dos partes. El rey Alfonso VI de León se hizo con el control de la mitad occidental del reino, que incluía buena parte de La Rioja, Bureba y casi todo el actual País Vasco, y pasaba a ostentar entre sus títulos el de rey de Nájera, mientras que Sancho Ramírez de Aragón obtenía el reconocimiento como rey de Pamplona y se quedaba el resto del reino.

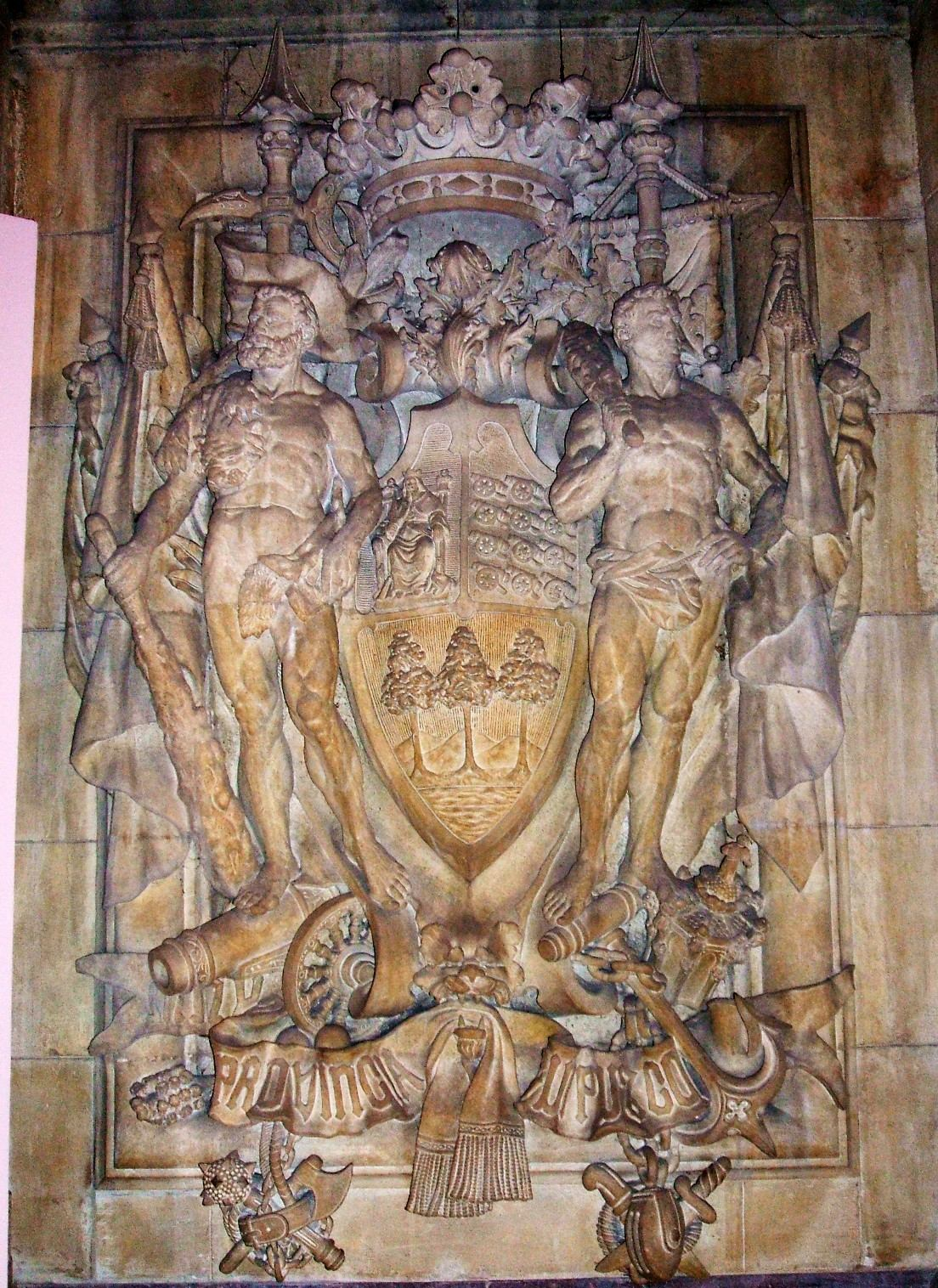
Relieve con el escudo de Guipúzcoa en el trasaltar de la catedral de María Inmaculada de Vitoria

En la división del reino de 1076, la parte más oriental de la actual provincia de Guipúzcoa, la comarca situada entre San Sebastián y el río Bidasoa, siguió vinculada al reino de Pamplona. Este hecho parece confirmarse porque el rey Pedro I de Aragón confirmó unos años más tarde, en 1101, la antigua donación al monasterio de Leire de la iglesia de San Sebastián, lo que probaría su jurisdicción sobre esta parte del territorio en aquel momento. Esta parte de la provincia es la que históricamente siempre ha estado más vinculada a Navarra, territorio del que ha sido la salida natural al mar a través del río Bidasoa y con la que comparte el mismo dialecto del euskera y un pasado étnico común vascón. Cabe pensar que la Guipúzcoa del siglo XI, la que habían regido como señores los Azenáriz, no incluía todavía esta parte de la provincia.
En cambio, la mayor parte del territorio de la actual Guipúzcoa entró a formar parte por primera vez en su historia de la órbita política castellano-leonesa y se convierte en territorio fronterizo entre Castilla y Pamplona. Orbita Azenáriz perdió el señorío sobre Guipúzcoa a raíz de este hecho, ya que en 1080 es mencionado en otro documento pero ya no como senior de Guipúzcoa. En su lugar, el rey Alfonso VI entregó el gobierno de Guipúzcoa a Lope Íñiguez, señor de Vizcaya, que había sido su principal apoyo en la reclamación del trono pamplonés. Lope Íñiguez aparece mencionado en un documento del monasterio de San Millán de la Cogolla de 1081 bajo el título de conde en Vizcaya, Álava y Guipúzcoa (comite Lope Ennecones in Bizkaia et Alava et Ipuzcoa). Posteriormente, se le menciona en un documento del monasterio de Irache de 1088 como .... comes Lupus dominans Alaua et Bizcaya et Ipuzcoa y en otro manuscrito de San Millán de 1091 como Comes Lope dominante Bizcahiam et Ipuzcoam.
En 1109, sabiéndose cerca de su muerte y sin herederos varones, Alfonso VI concertó la boda de su heredera Urraca I con el rey Alfonso I de Aragón. Alfonso I pasó a ser regente de Castilla; sin embargo, el matrimonio entre el rey de Aragón y la reina de León no consolidó ni mucho menos la unión y la paz entre sus reinos, ya que los cónyuges acabaron en unos pocos años enfrentados en una guerra civil que se prolongó entre 1111 y 1114. En el transcurso del enfrentamiento, muchos territorios y plazas fronterizas que pertenecían a los reinos de su esposa cayeron en manos de Alfonso I. Entre ellos se encontraba buena parte del territorio que en la división de 1076 había caído en manos castellano-leonesas.

### Última pertenencia al reino de Pamplona (1116-1200)
Tras la restauración del dominio pamplonés-aragonés en la década de 1110, aparece como nuevo tenente de Guipúzcoa Ladrón Íñiguez, que aparece también al frente de Vizcaya y Álava. En 1127 el Pacto de Támara entre Alfonso I de Aragón y Alfonso VII de Castilla consolidaba el dominio aragonés-pamplonés sobre Guipúzcoa, ya que los castellanos reconocieron la soberanía del reino de Pamplona sobre Guipúzcoa. En 1130 o 1131 tiene lugar una expedición militar de Alfonso I a Bayona. En esta expedición le acompañaron el padre del nuevo señor de Guipúzcoa, Iñigo Vélaz, y sus hijos. En 1134 se restaura la independencia del reino de Pamplona bajo el reinado de García Ramírez tras separarse de nuevo de Aragón a la muerte de Alfonso I, y Guipúzcoa queda como tenencia de Pamplona.
Durante los últimos años de dominio pamplonés se produce la fundación de la primera villa ubicada en el territorio guipuzcoano. Se trata de San Sebastián, que es fundada por el rey Sancho el Sabio hacia 1180 para ejercer como puerto marítimo del reino. 

Escudo histórico del Señorío y Provincia de Guipúzcoa (1466-1979)

### Conquista definitiva del reino de Castilla (1200)
Los reyes castellanos, tras conquistar Guipúzcoa en 1200, impulsaron la labor de urbanización y fundación de villas que habían iniciado los pamploneses unos años antes con la fundación de San Sebastián. Siguiendo el ejemplo de San Sebastián, el primer impulso se centró en la fundación de villas en la franja costera de la provincia. Castilla, igual que Navarra, estaba necesitada de puertos de mar que sirvieran para dar salida comercial a sus productos, de base para una flota naval y para industrias económicas importantes como la pesca y la caza de la ballena. En Guipúzcoa ya existían por aquel entonces núcleos de población en la costa; lo que hicieron los reyes castellanos fue dotar a dichas poblaciones preexistentes de fueros y derechos que impulsaran su crecimiento y fortalecieran esos asentamientos. El rey Alfonso VIII de Castilla fundó, en menos de una década desde la anexión, tres villas marineras siguiendo el modelo del fuero de San Sebastián. Las cuatro villas marineras guipuzcoanas ocupaban de manera casi uniforme la costa guipuzcoana.
- Fuenterrabía (1203): en el extremo más oriental del territorio. A su función de villa marinera unía una ubicación estratégica en un promontorio que dominaba la bahía de Txingudi, en la desembocadura del río Bidasoa, lo que le permitía controlar las fronteras con Navarra y Gascuña. Eso convertiría a Fuenterrabía en la plaza fuerte por excelencia de la provincia, junto con San Sebastián.
- Guetaria (1209): en la costa central de Guipúzcoa, ocupando el puerto natural formado por un istmo arenoso situado entre tierra firme y un islote. Guetaria se convertiría en los siguientes siglos en una de las villas más importantes de la provincia, siendo uno de sus puertos más destacados y cuna de grandes marinos.
- Motrico (1209): el límite occidental con Vizcaya, ocupando el puerto natural de una ensenada. También se desarrollaría como importante puerto y cuna de grandes marinos.

Unas décadas más tarde se completaría esta urbanización costera con la fundación de una cuarta villa por el nieto de Alfonso VIII, el rey Fernando III
- Zarauz (1237): situada cerca de Guetaria, venía a ocupar una planicie costera abierta al mar. La villa parece orientada desde sus inicios a la actividad ballenera. La carta-puebla parece una confirmación de privilegios anteriores, por lo que la fundación pudo haberse producido con anterioridad.

La segunda fase de la expansión urbana guipuzcoana se produce a mediados del siglo XIII, durante el reinado del rey sabio Alfonso X. Esta vez las fundaciones se realizan en dos ejes norte-sur que atraviesan la provincia, el valle del río Oria y el valle del río Deva. Alfonso X fundó cinco nuevas villas y quizás una sexta:
- Tolosa, Villafranca y Segura (1256): la primera ubicada en el curso medio del río Oria y las dos siguientes en el curso alto. Las tres localidades se ubican en situaciones estratégicas. Tolosa y Villafranca se ubican a la entrada de valles laterales que provienen de la frontera con Navarra. Segura a los pies de los pasos de montaña que comunican con Álava. Estas ubicaciones estratégicas permiten afianzar y proteger el corredor natural norte-sur formado por el valle del Oria, que une la costa oriental de la provincia (San Sebastián, Fuenterrabía) con el interior del reino. Estas localidades nacen con una clara vocación defensiva, ya que este corredor es muy cercano a la frontera de Navarra y por tanto estaba expuesto a incursiones de bandidos procedentes del vecino reino. Se cree que Tolosa y Segura fueron fundaciones nuevas y que no se apoyaron en poblaciones preexistentes. Villafranca fue fundada primero bajo el nombre de Ordicia y no adquirió su posterior denominación hasta 1268. En este caso pudo tratarse de una población preexistente.
- Villanueva de Ariznoa y Mondragón (1260): suponen el equivalente a las villas anteriores, pero en el valle del Deva. Este corredor une la costa occidental (Motrico, Guetaria) con el interior. También resulta una zona conflictiva al ser zona fronteriza con Vizcaya y estar sometida por tanto a las incursiones banderizas del vecino señorío. En este caso las fundaciones sí que se basaron en dos poblaciones preexistentes, Ariznoa y Arrasate, a las que el rey dotó de fueros, amuralló y cambió de nombre. Villanueva de Ariznoa acabó siendo conocida como Vergara.
- Hernani (¿?): la fecha de su fundación se desconoce, ya que su carta-puebla se perdió junto con sus archivos en un incendio. El documento más antiguo que atestigua su condición de villa data de 1374; esta fecha se suele dar como la de su «fundación», aunque se sabe que la villa es más antigua, desconociéndose en cuántos años. Algunos plantean la hipótesis de que la fundación de la villa de Hernani se remonta a más de un siglo antes y la inscriben en las fundaciones de Alfonso X. Esto se debe a que por su ubicación supone la prolongación natural del eje Segura-Ordicia-Tolosa hacia San Sebastián, siendo el hito que falta en la serie de villas defensivas que protegen la frontera con Navarra y el camino real hacia San Sebastián y Fuenterrabía. Hernani es una población que ya existía con anterioridad al siglo XIII.

Por el rey Sancho IV de Castilla:
- Monreal (1294): se dotó de fuero a la antigua población de Icíar situada en un promontorio frente a la costa. Unos años más tarde (1343), a petición de los pobladores, se permitió el traslado de la villa a un emplazamiento cercano situado en la desembocadura del río Deva, más adecuado para aprovechar los recursos costeros, dando lugar a Montreal de Deva, la actual Deva. Icíar quedó como un barrio rural dependiente de Deva.

Por el rey Fernando IV de Castilla:
- Garmendia de Iraurgui (1310): sus privilegios son confirmados un año más tarde como Salvatierra de Iraurgui, conocida desde unos años más tarde como Azpeitia.

Por el rey Alfonso XI de Castilla:
- Villanueva de Oiarso (1320): se crea una villa en la desembocadura del río Oyarzun (Oiarso). La fundación se realiza sobre la población de Orereta. La nueva villa extendió su jurisdicción originalmente a todo el valle de Oyarzun. Actualmente es conocida como Rentería.
- San Martín de Iraurgui (1324): fue refundada en otro emplazamiento como Miranda de Iraurgi unos años más tarde (1331), y conocida desde el siglo XV como Azcoitia. El rey estableció que el tránsito entre Guetaria y Mondragón pasara por esta localidad.
- Salinas de Léniz (1331): su origen está ligado a la existencia de un manantial salino. La población ligada a la explotación salinera existía al menos desde el siglo XI. Se le dotó de fuero para impulsar su actividad económica principal. Se le concedió el fuero de Mondragón.
- Elgueta (1335): ubicado en la frontera con Vizcaya. Se le concedieron los Fueros de Vitoria y Mondragón.
- Placencia de Soraluce (1343): se otorga el villazgo a la población de Soraluce, como premio a la importante participación de los soralucetarras en el sitio de Algeciras (1342). Esta población pertenecía hasta entonces a la Tierra de Marquina.
- Villanueva de San Andrés (1346): a petición de los habitantes del valle del Ego, en el paso natural entre Guipúzcoa y Vizcaya. A la nueva villa se le concedió el Fuero de Logroño. A mediados del siglo XV la villa era ya conocida solo por su actual nombre de Éibar.
- Villamayor de Marquina (1346): a petición de los habitantes de la parroquia de San Bartolomé de Olaso, que vivían desparramados en la Tierra de Marquina. Conocida a partir de mediados del siglo XV como Elgóibar.
- Villagrana de Zumaya (1347): el rey concedió privilegio a los hidalgos y labradores de Seaz (en territorio de Aizarnazábal) para poblar esta villa, dotándole del fuero de San Sebastián. Fue la última villa fundada en la costa, situada en la desembocadura del río Urola. El lugar de fundación tenía una población asentada en torno a un monasterio desde al menos el siglo anterior.

Por el rey Enrique II de Castilla:
- Belmonte de Usúrbil (1371): era una colación dependiente de San Sebastián a la que se dotó del fuero de esa villa.

Por el rey Juan I de Castilla:
- Santa Cruz de Cestona (1383): fue fundada a petición de los habitantes de la parroquia de Santa María de Aizarna, que pidieron al rey fundar una villa como mejor defensa ante los abusos de banderizos y la ubicación fronteriza de la región con Navarra y Gascuña. El rey les concedió los privilegios de la vecina villa de Azpeitia. Se creó un nuevo asentamiento que es la actual localidad de Cestona. El núcleo originario de población, Aizarna, quedó como un barrio rural de Cestona.
- Villarreal de Urrechua (1383): la fundación fue promovida por un grupo de 24 pobladores, que fueron acogidos al fuero de Azpeitia. Los motivos de la fundación son los de fortalecer el poder de la Corona en un importante nudo de comunicaciones frente a los banderizos. Los pobladores bajo amparo real podían protegerse mejor de los banderizos.
- Por el rey Juan II de Castilla:
  - Oyarzun (1453): se concede el villazgo a varios núcleos de población del valle de Oyarzun desgajándolos de la jurisdicción de Villanueva de Oiarso. Esta fundación se debe a los pleitos de más de un siglo de duración que mantenía esta población con el núcleo principal de Villanueva de Oiarso.

En 1845 el territorio del señorío de Oñate, tras ser abolidos los señoríos jurisdiccionales, se incorpora definitivamente a esta provincia.
- Astigarraga (1382): durante las guerras banderizas de los siglos XIV y XV los Murguía fueron parte del bando oñacino. En este turbulento periodo los señores de Murguía lograron establecer una relación de cierto dominio señorial sobre los vecinos de Astigarraga. En 1382, siendo señora de Murguía Navarra Martínez de Oñaz, nieta de Diego López de Salcedo, los vecinos de Astigarraga suscribieron un contrato con los señores de Murguía por el cual debían prestar a los señores una serie de servicios y pagar una serie de tributos a cambio de protección y una serie de derechos que les eran reconocidos por los segundos.

## Geografía
Por extensión, Guipúzcoa es la menor de las cincuenta provincias españolas.

### Relieve
Guipúzcoa presenta una orografía muy accidentada al encontrarse en la unión de la Cordillera Cantábrica al oeste y los Pirineos al este. Es la segunda provincia más montañosa de España atendiendo al desnivel del terreno.

### Hidrografía
Los ríos guipuzcoanos son todos ellos de curso breve y de cuencas hidrográficas pequeñas. No obstante, sus caudales son relativamente cuantiosos y estables, debido al elevado índice pluviométrico y a la persistencia de las precipitaciones en esta zona.
De este a oeste, el primer río es el Bidasoa, que nace en Puerto Izpegui (Navarra) a 710 m de altitud y entra en Guipúzcoa por Endarlaza, recorriendo por nueve kilómetros el territorio provincial sirviendo de frontera natural entre España y Francia, primero en un valle angosto y luego ensanchándose en una llanura costera sobre la que se asientan Irún y Fuenterrabía, desembocando finalmente en el mar Cantábrico junto al cabo Higuer.

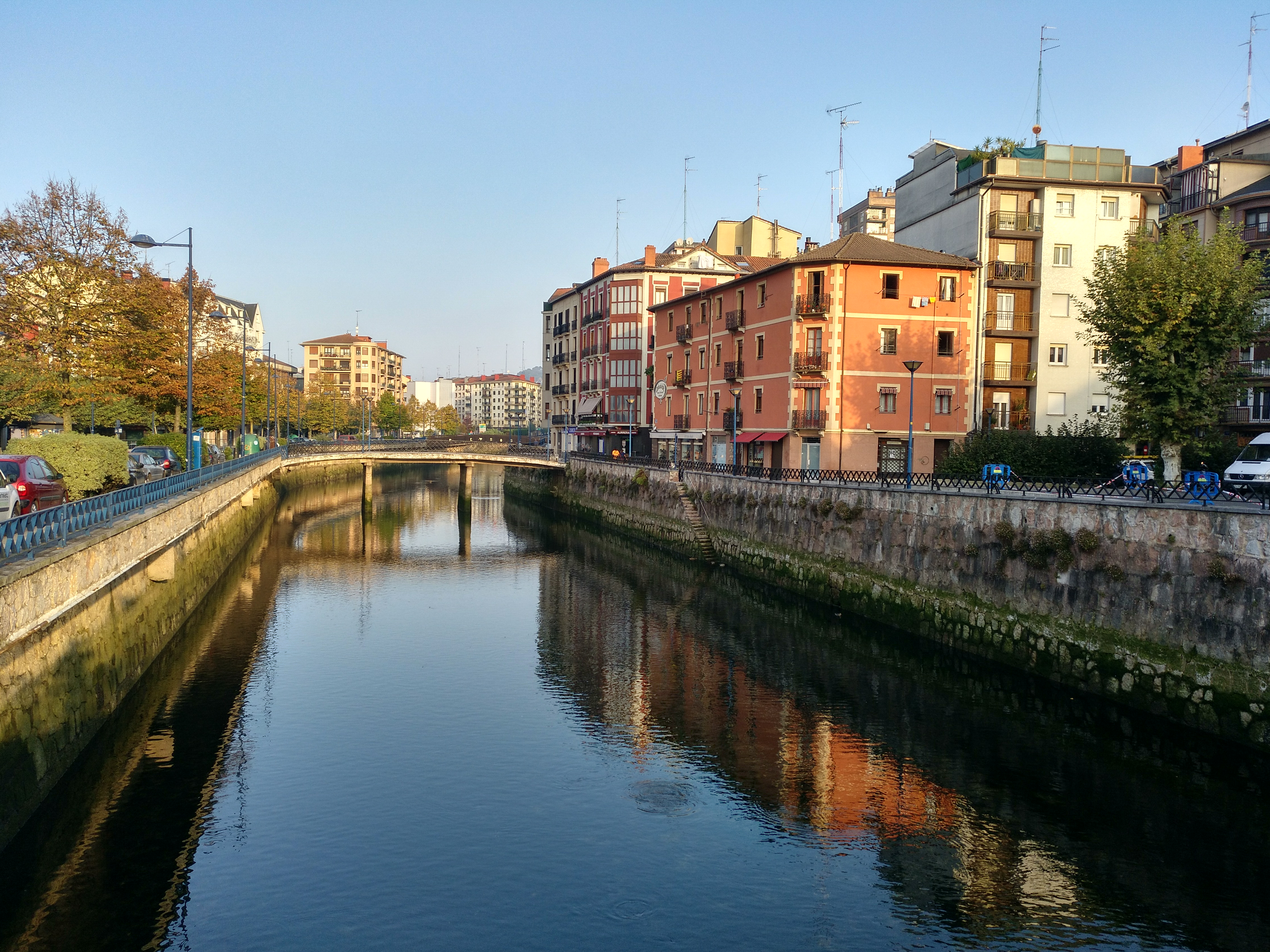
Río Oyarzun a su paso por Rentería

El Oyarzun u Oarso es un pequeño río de 15 km de longitud que nace en las peñas de Aya, a 680 m de altura, atraviesa Rentería y desemboca en la bahía de Pasajes. Es un río con frecuentes avenidas que debido a su pendiente (45.3 por mil) arrastra numerosos sedimentos detríticos que se depositan en la bahía.
El Urumea nace al nordeste de Leiza (Navarra) a 710 m de altitud, tiene un cauce de 53 km y baña a Hernani donde recibe las aguas de su único afluente el río Añarbe, para finalmente desembocar entre los montes Ulía y Urgull en San Sebastián.

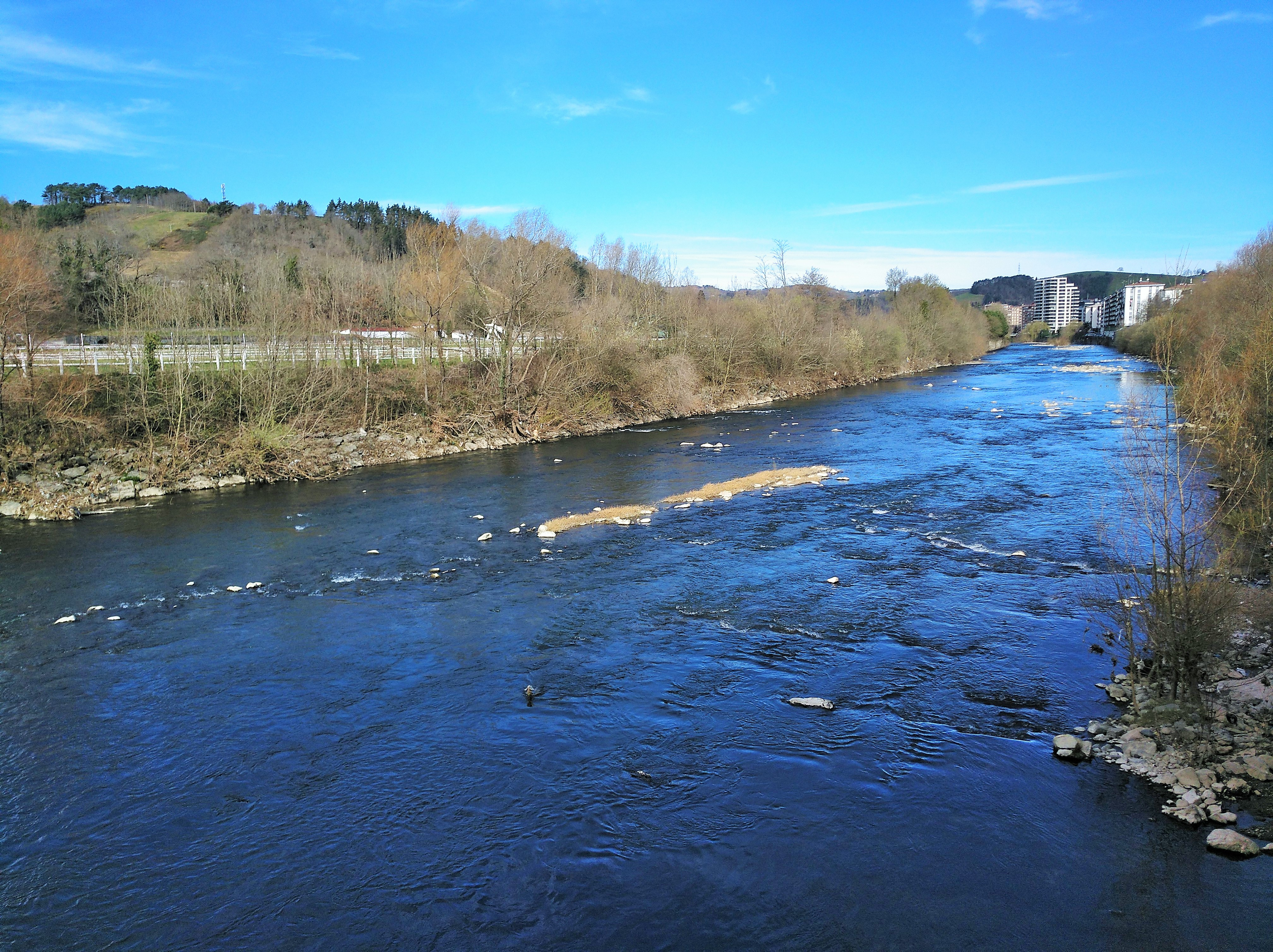
Río Oria en Lasarte-Oria

El río Oria es el mayor y más largo de los ríos guipuzcoanos y nace en el Puerto de San Adrián, a 660 m de altitud. Al principio se le considera formado por los tres ramales que pasan por Idiazábal, Cegama y Zumárraga, y a partir de aquí sigue con un cauce único que alcanza cerca de 80 km de longitud donde recoge las aguas de sus afluentes los ríos Leizarán, Berástegui, Amézqueta, Araxes, Amundarain, Agaunza y Ursuarán, bañando a los municipios de Beasáin, Ordicia, Legorreta, Alegría de Oria, Tolosa, Villabona, Andoáin, Lasarte-Oria y Usúrbil, desembocando al mar en Orio formando en su desembocadura una peligrosa barra.
El río Urola nace cerca de Legazpia en la vertiente norte del Aitzgorri a 720 m de altitud, tiene como afluentes a los ríos Urrestilla y Régil, y baña Legazpia, Zumárraga, Villarreal de Urrechu, Azcoitia, Azpeitia, Cestona, Aizarnazábal y desemboca en el mar en Zumaya.
El río Deva nace en el monte Eizmendi, en la sierra de Elgueta, a 825 m de altitud. Presenta un cauce de 58 km de largo y tiene como afluentes a los ríos Ego, Aramayona y Aránzazu; atraviesa Salinas de Léniz, Arechavaleta, Escoriaza, Mondragón, Vergara, Placencia de las Armas, Elgóibar, Alzola y Mendaro, desembocando en Deva.
Además deben mencionarse los ríos que proceden de las zonas cársticas o torcales existentes en Arno, Lastur, Aizarna, Vidania, Aintzarga, Alotza, Iñurritza, Ubedí, Urbía, Escaraz, Guezaltza y Degüiza.

### Clima

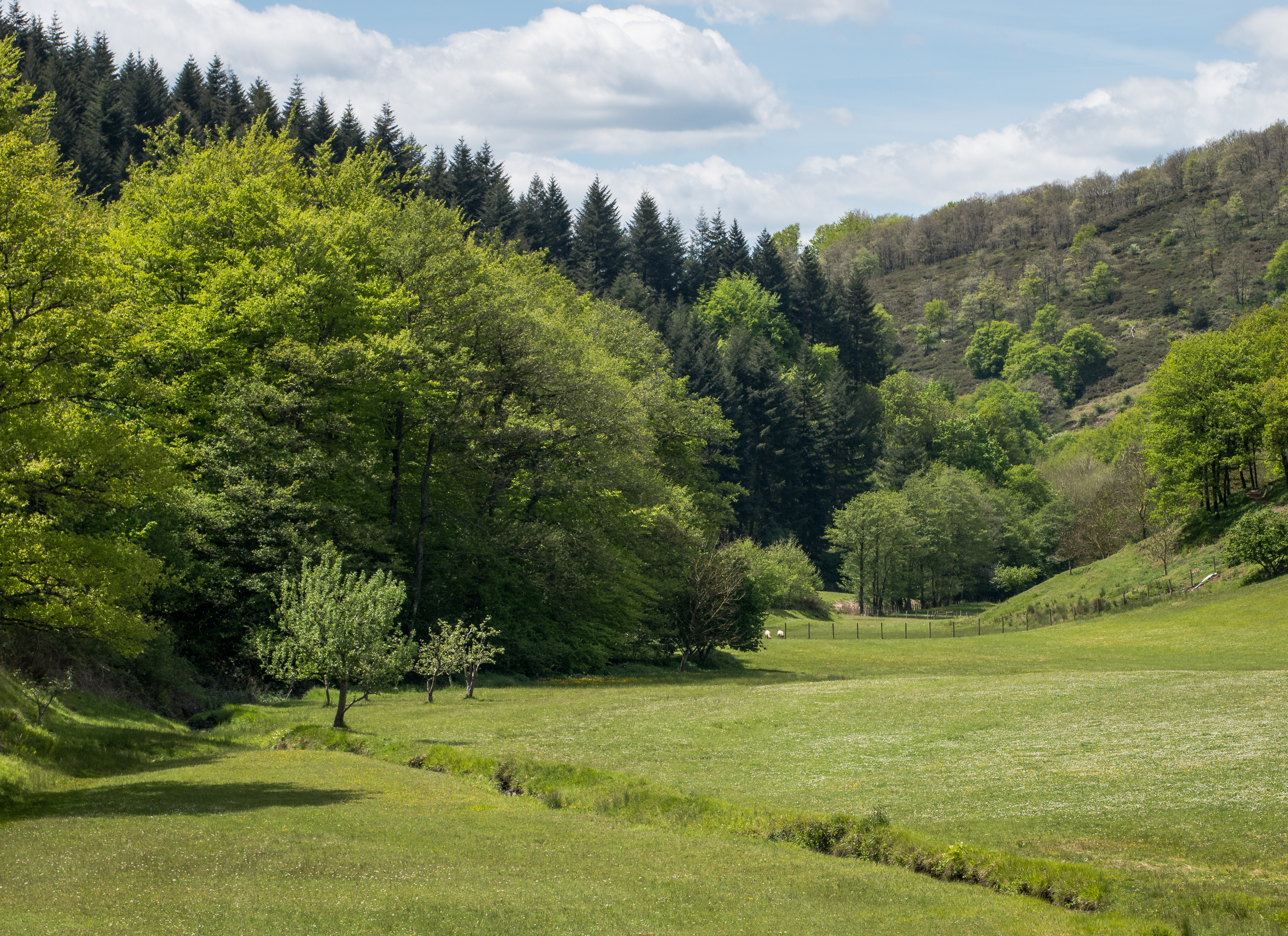
Vega en el alto de Arlaban

Factores determinantes del clima guipuzcoano son la situación de la provincia entre el Pirineo y la cordillera Cantábrica y entre el mar y el valle del Ebro, posición de la cual resulta un clima oceánico de matiz mediterráneo, caracterizado por su pequeña oscilación térmica anual, con veranos frescos e inviernos moderados y con lluvias abundantes a lo largo de todo el año pero predominantes en otoño y comienzos del invierno. La temperatura media es de 8.1 °C en invierno y 18.2 °C en verano.
Los vientos son muy frecuentes, predominando los del norte-noroeste y sur. Solo un 2 % de los días son de calma. Las lluvias son abundantes (50 % de días lluviosos) debidas al régimen de vientos y a la orografía de la provincia, con precipitaciones que oscilan entre 1200 y 1700 mm anuales por metro cuadrado. La nubosidad también es alta (solo 10 % de días totalmente despejados), con una media de 1830 horas anuales de insolación (equivalente a 5 por día). 
El clima es oceánico, con pocas oscilaciones térmicas, y su temperatura anual alcanza un promedio de 14 °C, con abundantes precipitaciones (1400 mm al año) y en ocasiones violentas galernas. Las precipitaciones y el relieve condicionan una hidrografía definida por ríos de escasa longitud, aunque caudalosos y regulares; los principales son el Bidasoa, el Oyarzun, el Urumea, el Oria, el Urola y el Deva. Su utilidad agrícola, como consecuencia de las precipitaciones, es mínima, si bien han sido la base de una industria que ha terminado por contaminar sus aguas. La vegetación predominante, también condicionada por el clima, es el bosque boreal, con especies de hoja caduca que alternan con prados. Robles, fresnos, abedules, pinos, castaños y eucaliptos cubren las laderas de las montañas, donde habitan zorros, jabalíes, ardillas y corzos.

## Demografía
Los veinte municipios más poblados de Guipúzcoa son los indicados en la siguiente tabla. Datos obtenidos del Instituto Nacional de Estadística en 2018, con denominación oficial del municipio indicada por el INE.:
Guipúzcoa cuenta con 720 592 habitantes (2018), es la cuarta provincia española (tras Madrid, Barcelona y Vizcaya) con mayor densidad de población con 360.84 hab./km².
Guipúzcoa también ha sido una de las regiones gracias a las cuales se repuebla la Castilla medieval, pues gente de estas tierras emigró en la Edad Media a tierras castellanas donde se asentaron; así pues, muchas de las gentes de Valladolid, Burgos, Toledo, Palencia etc., tienen antepasados guipuzcoanos, aunque no tengan apellidos vascos.
| Posición | Municipio     | Población |
| -------- | ------------- | --------- |
| 1.ª      | San Sebastián | 186 665   |
| 2.ª      | Irún          | 61 993    |
| 3.ª      | Rentería      | 39 355    |
| 4.ª      | Éibar         | 27 406    |
| 5.ª      | Zarauz        | 23 223    |
| 6.ª      | Mondragón     | 22 019    |
| 7.ª      | Hernani       | 20 222    |
| 8.ª      | Tolosa        | 19 525    |
| 9.ª      | Lasarte-Oria  | 18 253    |
| 10.ª     | Fuenterrabía  | 17 018    |
| 11.ª     | Pasajes       | 16 128    |
| 12.ª     | Azpeitia      | 14 786    |
| 13.ª     | Andoáin       | 14 618    |
| 14.ª     | Vergara       | 14 596    |
| 15.ª     | Beasáin       | 13 881    |
| 16.ª     | Azcoitia      | 11 609    |
| 17.ª     | Elgóibar      | 11 582    |
| 18.ª     | Oñate         | 11 335    |
| 19.ª     | Oyarzun       | 10 276    |
| 20.ª     | Ordicia       | 10 150    |

| Población  | 156 493 | 195 850 | 226 684 | 258 557 | 302 329 | 331 753 | 374 040 | 478 337 |
| Porcentaje | 1.01 %  | 1.05 %  | 1.13 %  | 1.21 %  | 1.28 %  | 1.28 %  | 1.33 %  | 1.56 %  |
|            | 1970    | 1981    | 1991    | 2001    | 2011    | 2021    |         |         |
| Población  | 631 003 | 692 782 | 676 307 | 680 069 | 709 607 | 718 887 |         |         |
| Porcentaje | 1.86 %  | 1.84 %  | 1.72 %  | 1.65 %  | 1.50 %  | 1.54 %  |         |         |

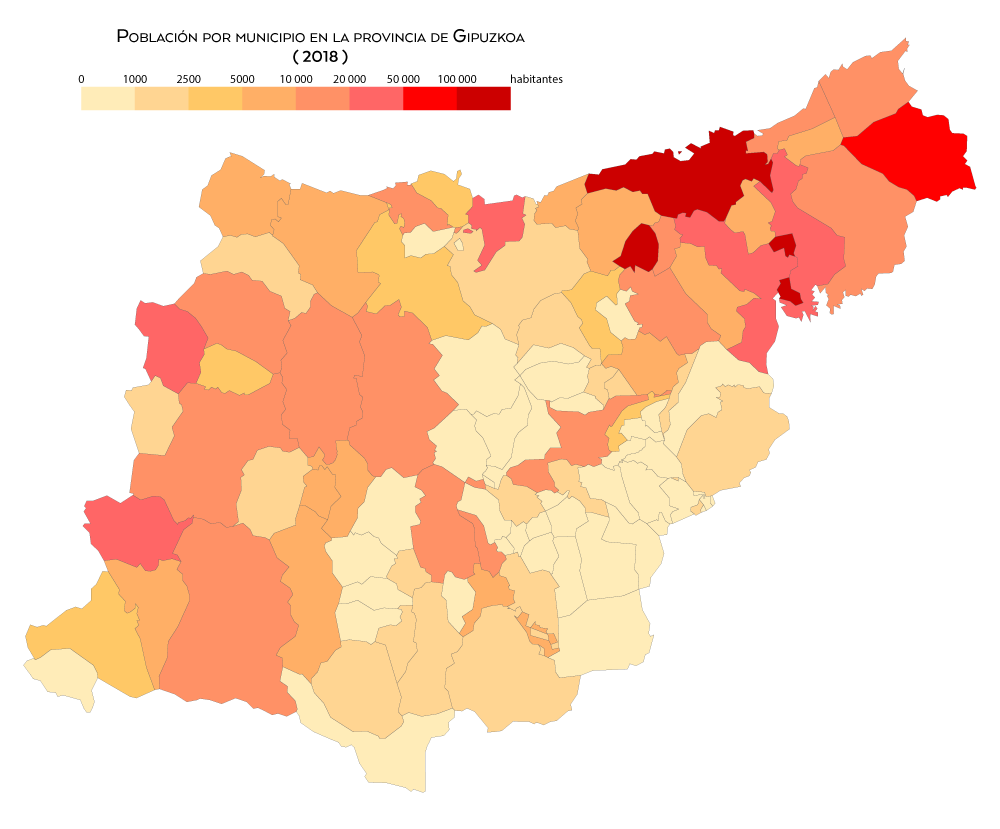
Población por municipio (2018)
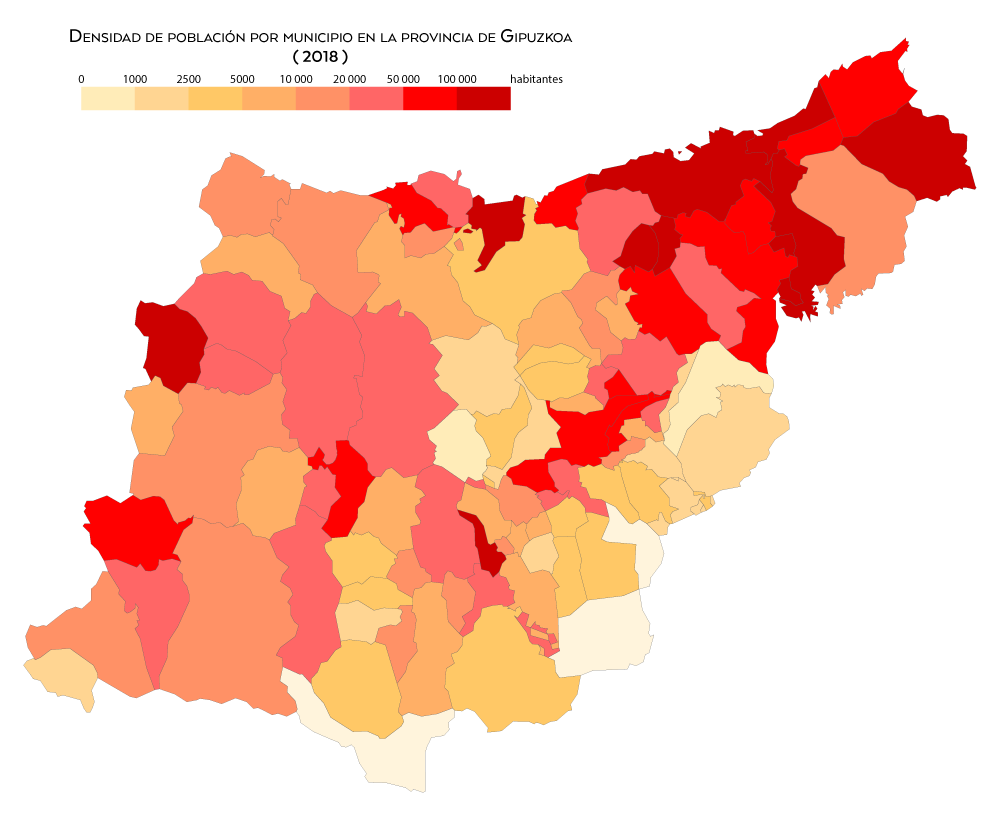
Densidad de población por municipio (2018)
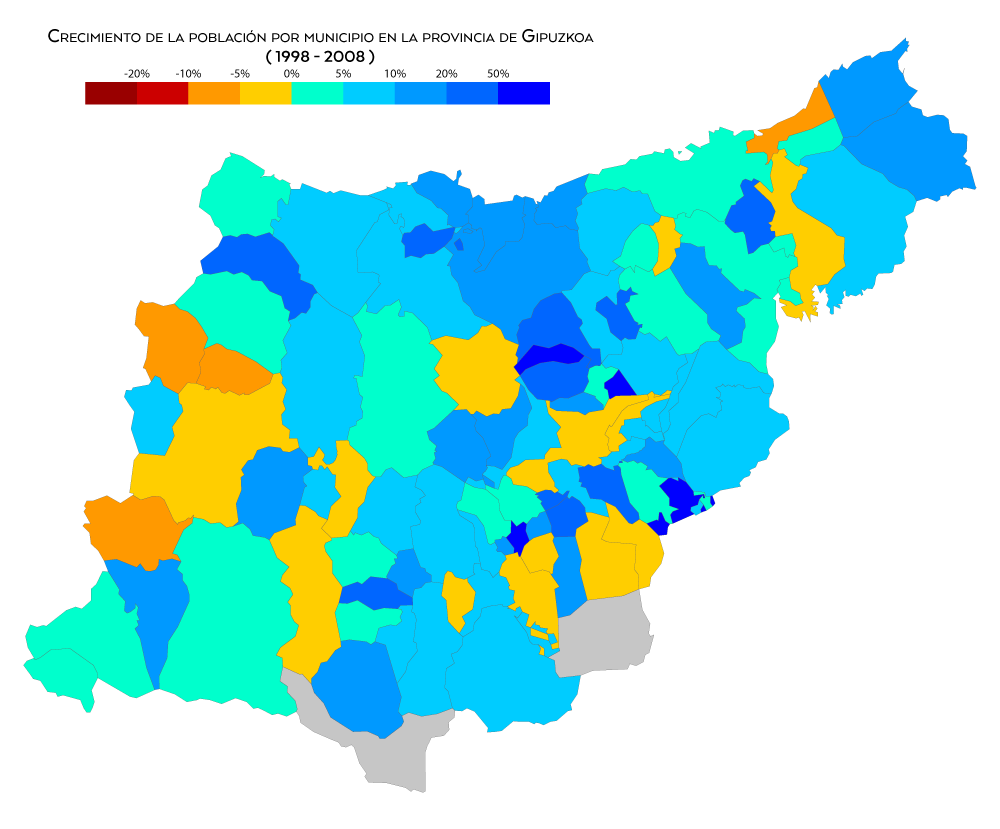
Crecimiento de la población por municipio entre 1998 y 2008
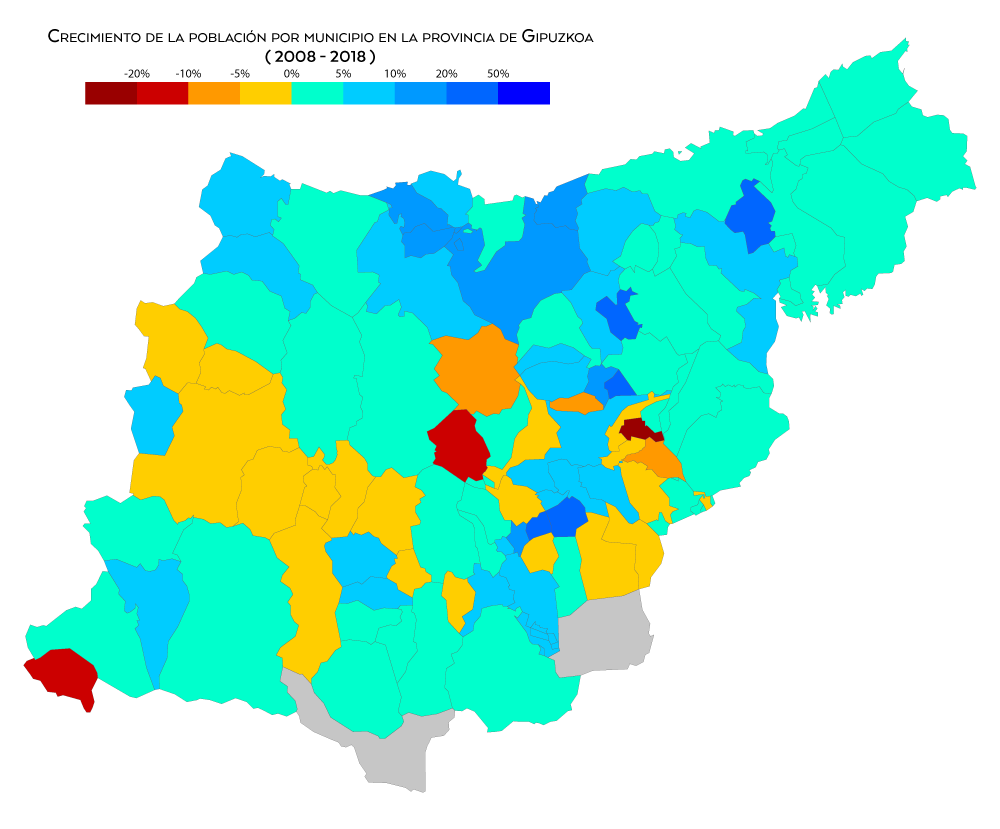
Crecimiento de la población por municipio entre 2008 y 2018

La provincia de Guipúzcoa es la 33.ª de España en que existe un mayor porcentaje de habitantes concentrados en su capital (25.90 %, frente a 31.96 % del conjunto de España).

## Administración y política
En su calidad de provincia especial por constituir un territorio histórico dentro del País Vasco, Guipúzcoa cuenta con un cámara normativa formada por 51 representantes (denominados tradicionalmente en Guipúzcoa junteros) elegidos por sufragio universal directo llamada Juntas Generales de Guipúzcoa. Las elecciones a las juntas generales se realizan cada cuatro años coincidiendo con las elecciones municipales y para ellas el territorio guipuzcoano se agrupa en cuatro circunscripciones: Deba-Urola (14 junteros), Oria (9), Donostialdea (17) y Bidasoa-Oyarzun (11). Las Juntas Generales se encargan de elegir al diputado general, órgano ejecutivo unipersonal, que junto con el Consejo de Diputados por él elegidos forma la Diputación Foral de Guipúzcoa como órgano de gobierno provincial.
La Diputación es responsable políticamente frente a las Juntas y dirige la administración foral en el marco competencial definido por las Ley de Territorios Históricos, el Estatuto de Autonomía del País Vasco y la Ley de Bases de Régimen Local. En la actualidad el diputado general de Guipúzcoa Markel Olano (PNV), elegido por las Juntas Generales tras las elecciones de 2015 por mayoría absoluta con los votos de los 18 junteros de su partido y los 9 junteros del PSE-EE.
| Elecciones a las Juntas Generales 2023 |                                                                 |         |
| Partido político                       | Partido político                                                | Escaños |
|                                        | Euskal Herria Bildu (EH Bildu)                                  | 22      |
|                                        | Euzko Alderdi Jeltzalea-Partido Nacionalista Vasco (EAJ-PNV)    | 17      |
|                                        | Partido Socialista de Euskadi - Euskadiko Ezkerra (PSE-EE/PSOE) | 7       |
|                                        | Partido Popular del País Vasco (PP)                             | 3       |
|                                        | Elkarrekin Podemos                                              | 2       |

## Cultura
La principal zona turística del territorio es la costa (Costa Vasca), donde destacan los municipios de San Sebastián, Zarauz y Fuenterrabía. Además de sus playas, poseen un gran número de edificios de gran interés cultural e histórico. En el interior destacan poblaciones como Éibar, Beasáin, Villafranca de Ordizia, Oñate, Mondragón, Azpeitia y Tolosa.

### Gastronomía
Actualmente el restaurante Mugaritz está considerado como el cuarto mejor del mundo. Se encuentra en una zona rural del municipio de Rentería.